# Rifugio Chiavenna
Il Rifugio Chiavenna (Detto, in forma più completa, Rifugio Chiavenna all'Alpe Angeloga) è un rifugio alpino posto ai 2044m. dell'Alpe Angeloga, sulle Alpi del Platta (Alpi Retiche occidentali) nel comune di Campodolcino in alta Valle Spluga.

## Caratteristiche

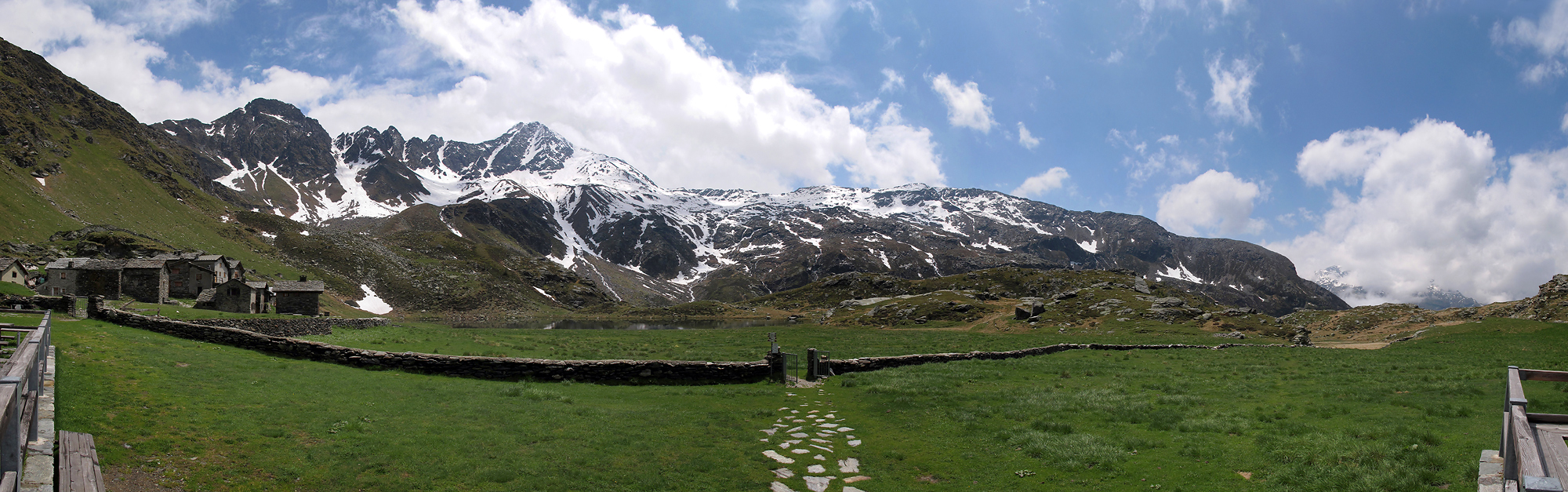
Vista sul lago di Angeloga e il Pizzo Stella dall'ingresso del rifugio

Il Rifugio è collocato all'Alpe Angeloga, ampia conca alpina contornata dal Pizzo Groppera, dal Pizzo Peloso e dal Pizzo Stella. Svolge piena attività da giugno a settembre, mentre per i restanti mesi è aperto il solo avancorpo con funzioni di bivacco.

## Accesso
L'accesso è diverso a seconda che si proceda in estate od inverno: nel primo caso è possibile arrivare da Fraciscio (1.410 m), località di Campodolcino, in circa due ore o da Motta Alta (1.850 m), frazione di Madesimo in circa 1 ora e 45 minuti; tuttavia, a causa dell'esposizione, questo sentiero è sconsigliato a chi soffre di vertigini.
In inverno, con ciaspole o sci, è possibile giungervi o dalle piste da sci della Val di Lei (Canale delle Antenne) o da Fraciscio per il sentiero c.d. invernale.
Altre vie d'accesso sono dalla Val di Lei via Passo dell'Angeloga.
Il Rifugio è sempre aperto da Giugno a metà Ottobre.

## Ascensioni
- Pizzo Stella - 3.163 m
- Pizzo Groppera - 2.948 m
- Pizzo Peloso - 2.780 m

## Traversate
- Rifugio Bertacchi - 2.175 m - per il Passo Sterla
- Alpe del Nido - Lago della Val di Lei - Baita del Capriolo - per il Passo dell'Angeloga